# Mr.ノボカイン
『Mr.ノボカイン』（ミスター・ノボカイン、原題：Novocaine）は、2025年制作のアメリカ合衆国のアクション・コメディ映画。
生まれつき全く痛みを感じないが、それ以外には何も特別なものをもたない男が、銀行強盗の人質に取られてしまった恋人を助けるため奮闘する姿を、過激なバイオレンス描写とユーモアを織り交ぜて描く。R15+指定。

## あらすじ
気弱で真面目な銀行員のネイトは、生まれつきどんな痛みも感じない特殊な体質の持ち主である。
そんなある日、彼の恋人のシェリーが銀行強盗の人質にとられてしまう。ネイトは戦闘力ゼロでありながらも彼女を助けるため、痛みゼロの肉体だけを武器に立ち向かっていく。

## キャスト
※括弧内は日本語吹替。
- ネイサン“ネイト”・カイン：ジャック・クエイド（平野潤也）
- シェリー：アンバー・ミッドサンダー（田村睦心）
- サイモン：レイ・ニコルソン（小林親弘）
- ロスコー：ジェイコブ・バタロン（吉田ウーロン太）
- ミンシー：ベティ・ガブリエル（反町有里）
- コルトレーン：マット・ウォルシュ（大下昌之）
- ベン：エヴァン・ヘングスト（中村源太）
- アンドレ：コンラッド・ケンプ（田村真）
- アール：ルー・ビーティ・Jr.（楠見尚己）
- ナイジェル：クレイグ・ジャクソン（越後屋コースケ）